# ANXA8L1
ANXA8L1 (англ. Annexin A8-like protein 1) – білок, який кодується однойменним геном, розташованим у людей на короткому плечі 10-ї хромосоми. Довжина поліпептидного ланцюга білка становить 327 амінокислот, а молекулярна маса — 36 879.
| 10         |  | 20         |  | 30         |  | 40         |  | 50         |
| ---------- |  | ---------- |  | ---------- |  | ---------- |  | ---------- |
| MAWWKAWIEQ |  | EGVTVKSSSH |  | FNPDPDAETL |  | YKAMKGIGTN |  | EQAIIDVLTK |
| RSNTQRQQIA |  | KSFKAQFGKD |  | LTETLKSELS |  | GKFERLIVAL |  | MYPPYRYEAK |
| ELHDAMKGLG |  | TKEGVIIEIL |  | ASRTKNQLRE |  | IMKAYEEDYG |  | SSLEEDIQAD |
| TSGYLERILV |  | CLLQGSRDDV |  | SSFVDPALAL |  | QDAQDLYAAG |  | EKIRGTDEMK |
| FITILCTRSA |  | THLLRVFEEY |  | EKIANKSIED |  | SIKSETHGSL |  | EEAMLTVVKC |
| TQNLHSYFAE |  | RLYYAMKGAG |  | TRDGTLIRNI |  | VSRSEIDLNL |  | IKCHFKKMYG |
| KTLSSMIMED |  | TSGDYKNALL |  | SLVGSDP    |  |            |  |            |

A: Аланін

C: Цистеїн

D: Аспарагінова кислота

E: Глутамінова кислота

F: Фенілаланін

G: Гліцин

H: Гістидин

I: Ізолейцин

K: Лізин

L: Лейцин

M: Метіонін

N: Аспарагін

P: Пролін

Q: Глутамін

R: Аргінін

S: Серин

T: Треонін

V: Валін

W: Триптофан

Задіяний у такому біологічному процесі, як альтернативний сплайсинг. 
Білок має сайт для зв'язування з іонами металів, іоном кальцію, іонами кальцію та фосфоліпідами. 